# Riaz Ahmed
Riaz Ahmed (geboren am 11. September 1941 in Rawalpindi) ist ein ehemaliger pakistanischer Hockeyspieler. Er gewann als Spieler bei Olympischen Spielen eine Goldmedaille 1968 und eine Silbermedaille 1972. 1971 war er Weltmeister und 1970 siegte er bei den Asienspielen.

## Sportliche Karriere
1968 bei den Olympischen Spielen in Mexiko-Stadt setzte sich die pakistanische Mannschaft in der Vorrunde mit sieben Siegen in sieben Spielen durch. Nach einem Halbfinalsieg über die deutsche Mannschaft gewannen die Pakistaner das Finale gegen die Australier. 1970 wurden die Asienspiele in Bangkok ausgetragen, die Pakistaner gewannen die Goldmedaille gegen die indische Mannschaft. Im Jahr darauf fand in Barcelona die erste Weltmeisterschaft im Hockey statt. In der Vorrunde unterlagen die Pakistaner den Spaniern mit 2:3, erreichten aber als zweitbestes Team ihrer Vorrundengruppe trotzdem das Halbfinale. Nach einem 2:1-Sieg über Indien trafen die Pakistaner im Finale erneut auf die Spanier. Sie gewannen mit 1:0 und waren damit die ersten Hockey-Weltmeisster.
Auch in seinem letzten großen Turnier als aktiver Spieler bei den Olympischen Spielen 1972 in München erreichte Riaz Ahmed mit der pakistanischen Mannschaft das Finale, dort unterlagen die Titelverteidiger der deutschen Mannschaft. Da sich die Pakistaner benachteiligt fühlten und dies bei der Siegerehrung sehr deutlich zum Ausdruck brachten und auch die Dopingprobe verweigerten, wurden sie zunächst disqualifiziert. Nach erfolgreichem Protest wurden alle Spieler bis auf drei begnadigt.
Der nur 1,50 m große Riaz Ahmed spielte in der Läuferreihe und nahm überwiegend Defensivaufgaben wahr.